# Ламберг (посёлок)
Ла́мберг (фин. Lamberg) — посёлок в составе Сортавальского городского поселения Сортавальского района Республики Карелия.

## Общие сведения
Расположен на восточном берегу озера Ляппяярви.
| 2002 | 2009 | 2010 | 2013 |
| ---- | ---- | ---- | ---- |
| 78   | ↗90  | ↘78  | ↘77  |